# Terras Fames
Terra Fames es el primer álbum de estudio del grupo estadounidense Rishloo, lanzado en 2004 de manera independiente. En su lanzamiento vendió 2000 copias.

## Lista de canciones
Todas las canciones escritas y compuestas por Rishloo. 
| Terras Fames |                             |          |  |
| N.º          | Título                      | Duración |  |
| 1.           | «Romance Of A Dead Kingdom» | 4:26     |  |
| 2.           | «The Passage»               | 0:48     |  |
| 3.           | «Blitz»                     | 4:45     |  |
| 4.           | «Harlequin»                 | 7:56     |  |
| 5.           | «Seven Rings Left»          | 6:16     |  |
| 6.           | «The Water Is Fine»         | 4:45     |  |
| 7.           | «Lovely Room»               | 3:45     |  |
| 8.           | «Fenris»                    | 0:38     |  |
| 9.           | «Narcissist Code»           | 3:57     |  |
| 10.          | «Illumination»              | 3:44     |  |
| 11.          | «Terras»                    | 2:22     |  |
| 12.          | «Fames»                     | 6:20     |  |
| 49:46        |                             |          |  |

## Créditos
Integrantes
- Sean Rydquist: bajo
- Tyler: batería
- David Gillett: guitarra
- Andrew Mailloux: voz